# Dolichopus tarsipictis
Dolichopus tarsipictis är en tvåvingeart som beskrevs av Harmston och Frank Hall Knowlton 1963. Dolichopus tarsipictis ingår i släktet Dolichopus och familjen styltflugor.
Artens utbredningsområde är Oregon. Inga underarter finns listade i Catalogue of Life.